# Jakob Friedrich Ehrhart
Jakob Friedrich Ehrhart (født 4. november 1742 i Holderbank, Schweiz, død 26. juni 1795 i Hannover) var en tysk apoteker og botaniker. Autornavnet Ehrh. kan bruges for Jakob Friedrich Ehrhart sammen med et videnskabeligt artsnavn inden for botanikken. (Wikipedia-artikler der bruger autornavnet)
Ehrhart opholdt sig mere end 3 år i Uppsala og studerede under Linné samt blev siden forstander for slotshaven i Herrenhausen nær Hannover. Han anses for en af Linnés fornemste discipler. Ehrhart udgav flere ekssikkatsamlinger samt Beiträge zur Naturkunde (7 bind, 1787–92), i hvilke blandt andet findes beskrivelser og iagttagelser på adskillige først af ham i Sverige opdagede eller for videnskaben nye vækster.